# Sebarga
Sebarga (łac. Diocesis Sebargensis) – stolica historycznej diecezji w Cesarstwie rzymskim w prowincji Afryka Prokonsularna, sufragania metropolii Kartagina. Współcześnie w Tunezji. Obecnie katolickie biskupstwo tytularne.

## Biskupi tytularni
| Lp. | Biskup                      | Funkcja                                         | Od               | Do               |
| --- | --------------------------- | ----------------------------------------------- | ---------------- | ---------------- |
| 1   | Maurizio Raspini            | emerytowany biskup Oppido Mamertina (Włochy)    | 6 stycznia 1965  | 6 kwietnia 1972  |
| 2   | Maurice-Adolphe Gaidon      | biskup pomocniczy Besançon (Francja)            | 13 sierpnia 1973 | 20 stycznia 1987 |
| 3   | Roberto Joaquín Ramos Umaña | Ordynariusz Polowy Salwadoru                    | 7 marca 1987     | 25 czerwca 1993  |
| 4   | Gáspár Ladocsi              | Ordynariusz Polowy Węgier                       | 18 kwietnia 1994 | 7 marca 1998     |
| 5   | Franz Dietl                 | biskup pomocniczy Monachium i Fryzyngi (Niemcy) | 22 grudnia 1998  | 22 marca 2024    |
| 6   | Nuno Isidro Nunes Cordeiro  | biskup pomocniczy Lizbony (Portugalia)          | 14 czerwca 2024  |                  |